# 国際オーボエコンクール
国際オーボエコンクール（こくさいオーボエコンクール THE INTERNATIONAL OBOE COMPETITION OF JAPAN）は、公益財団法人ソニー音楽財団（Sony Music Foundation）が主催する、日本のクラシック音楽のコンクールである。国際音楽コンクール世界連盟会員。

## 概要
本コンクールは、オーボエ単独の国際コンクールとしては世界でも有数のものである。

## 目的
オーボエの真価を広めると共に、オーボエ奏者の輩出と育成に努め、日本及び世界への活躍の場を広げ、国際的な視野をもって音楽文化の発展に寄与すること。

## 歴史
1985年より3年毎に開催している。会場は、第7回までは東京、第8回（2006年）から第11回（2015年）は長野県の軽井沢大賀ホール、2018年の第12回は再び東京での開催となる。第7回から第11回までの期間は「国際オーボエコンクール・軽井沢」の名称で開催された。

## 応募資格
18歳から30歳までが該当し、過去に本コンクールで第1位を受賞した者を除く。

## 審査委員
審査委員は世界および日本国内の著名なオーボエ奏者を中心に、7名の管楽器の演奏家で構成される。審査委員長は元ベルリン・フィルハーモニー管弦楽団首席オーボエ奏者のハンスイェルク・シェレンベルガー。レギュラー審査員には、モーリス・ブルグや、元フィルハーモニア管弦楽団首席オーボエ奏者のゴードン・ハント、元新日本フィルハーモニー交響楽団首席オーボエ奏者で現東京藝術大学音楽学部教授の小畑善昭、新日本フィルハーモニー交響楽団首席オーボエ奏者の古部賢一、読売日本交響楽団首席ファゴット奏者の吉田将らが名を連ねる。
創立時からの審査委員長は大賀とも親交のあった鈴木清三がシェレンベルガーに引き継ぐまで長く務め、レイ・スティルやイルジー・タンチブデクも複数回審査員に加わっている。また過去には指揮者からの視点として大町陽一郎、佐藤功太郎が加わったこともある。

上記メンバーに加え、第10回にはラリー・コムズ（元シカゴ交響楽団首席クラリネット）、第11回はアラン・フォーゲル（ロサンゼルス室内管弦楽団首席オーボエ）、第12回にはドワイト・ペリー（シンシナティ交響楽団首席オーボエ）が参加。

## 審査日程
本コンクールは予選と本選からなる。まず、録音音源による非公開の予備審査が行われ、その通過者が会場での第1次予選、第2次予選（セミ・ファイナル）、本選（ファイナル）となる。

## 表彰
本コンクール本選には第1位から第3位が付けられ、さらに第4位以下は入賞とする。その他に、ソニー賞（本選出場者全員）、奨励賞（日本国籍をもつ出場者の中で、審査委員会が相応しい該当者がいると判断した場合に贈られる）、聴衆賞がある（第12回現在）。なお、第10回コンクールより、当コンクールの提唱者である大賀典雄（ソニー音楽財団初代理事長／1930〜2011）に因み、第1位に大賀賞という別名も付けられることとなった。
入賞者には表彰状および表彰金が授与され、さらに上位入賞者は、本選翌日に開催される上位入賞者＆審査委員コンサートに出演する。

## これまでの入賞者リスト Laureates
第1回（1985年）日本教育会館（東京）

第1位：該当者なし

第2位：辻功 Isao Tsuji（日本）〔日本ダブルリード社賞〕

　同：フランソワ=グザヴィエ・ブーラン François Xavier Bourin（フランス）

第3位：ジャン=ピエール・アルノー Jean-Pierre Arnaud（フランス）

【入賞】

植野勝秀 Katsuhide Ueno〔海外留学助成金〕

吉岡りえ Rie Yoshioka〔海外留学助成金〕

渡辺克也 Katsuya Watanabe〔日本航空賞〕

第2回（1988年）カザルスホール（東京）

応募国数：7か国　応募人数：91名

第1位：該当者なし

第2位：アレックス・クライン Alex Klein（ブラジル）

　同：ジャック・ティス Jacques Tys（フランス）

第3位：ピーター・W. クーパー Peter Cooper（アメリカ）

第4位：アンティエ・フォン・モック Antje von Moock（ドイツ）

【入賞】

井上昌彦 Masahiko Inoue（日本）〔海外留学助成金〕

高井美香 Mika Takai（日本）〔日本航空賞〕（現姓：小宮山）

第3回（1991年）カザルスホール（東京）

応募国数：11か国　応募人数：106名

第1位：ジェローム・ギシャール Jérôme Guichard（フランス）

第2位：ブリギッテ・ホーリッツ Brigitte Horlitz（ドイツ）〔モーツァルト賞〕

第3位：高井美香 Mika Takai（日本）〔海外留学助成金〕（現姓：小宮山）

【入賞】

ロラン・ジニュー Laurent Gignoux（スイス）

渡辺尚洋 Takahiro Watanabe（日本）〔日本航空賞〕

セバスチャン・マルキ Sébastien Marquis（カナダ）

第4回（1994年）津田ホール（東京）

応募国数：15か国　応募人数：114名

第1位：ジョヴァンニ・デアンジェリ Giovanni De Angeli（イタリア）

　同：パオロ・グラツィア Paolo Grazia（イタリア）

第3位：マティアス・ベッカー Matthias Bäcker（ドイツ）

【入賞】

エレーヌ・ドゥヴィルヌーヴHélène Devilleneuve（フランス）

イサーク・ドゥアルテ Isaac Duarte（ブラジル）

フィリップ・ジョルジ Philippe Giorgi（フランス）

イレーネ・ミュラー Irene Mueller（ドイツ）

イーゴリ・ストロジェンコ Игорь Стороженко, Igor Storozhenko（ロシア）

［選外］

日本航空賞：加瀬孝宏 Takahiro Kase（日本）

第5回（1997年）津田ホール（東京）

応募国数：9か国　応募人数：104名

第1位：該当者なし

第2位：カク・ヨンヒ 곽연희, Yeon-Hee Kwak（韓国）

第3位：アンヌ・レニエ Anne Régnier（フランス）

同：エリック・スペレール Eric Speller（フランス）

【入賞】

ゼバスティアン・ヒルデン Sebastian Hilden（ドイツ）

マリアンヌ・ルジャンドル Marianne Legendre（フランス）

［選外］

日本航空賞：井上圭子 Keiko Inoue（日本）

第6回（2000年）津田ホール（東京）

応募国数：9か国　応募人数：106名

第1位：アレクサンドル・ガテ Alexandre Gattet（フランス）

第2位：該当者なし

第3位：セバスチャン・ジオ Sébastien Giot（フランス）

　同：バヴェル・ソコロフ Павел Соколов, Pavel Sokolov（ロシア）

【入賞】

セバスチャン・ジーブレール Sébastien Giebler（フランス）

加瀬孝宏 Takahiro Kase（日本）

ジルダ・プラード Gildas Prado（フランス）

第7回（2003年）津田ホール（東京）

応募国数：22か国　応募人数：115名

第1位：ヴィレム・ヴェヴェルカ Vilém Veverka（チェコ）

第2位：マルティン・フルティガー Martin Frutiger（スイス）

第3位：ドメニコ・オルランド Domenico Orlando（イタリア）

【入賞】

セバスチャン・ヒメノ＝バルボア Sebastián Gimeno Balboa（スペイン）

バヴェル・ソコロフ Павел Соколов, Pavel Sokolov（ロシア）

ニコラ・パトルッシ Nicola Patrussi（イタリア）

［選外］

日本航空賞：久壽米木知子 Tomoko Kusumegi（日本）

第8回（2006年）軽井沢大賀ホール（長野）

応募国数：23か国　応募人数：148名

第1位：ルーカス・マシアス＝ナバロ Lucas Macías Navarro（スペイン）〔モーツァルト賞〕

第2位：ノラ・シスモンディ Nora Cismondi（フランス）

第3位：ミハイル・ジュラヴリョフ Михаил Журавлев, Mikhail Zhuravlev（ロシア）

【入賞】

ヴィクトール・アヴィアット Victor Aviat（フランス）

チョー・ウン・ヨン 조은영, Eun-young Cho（韓国）〔モーツァルト賞〕

リン・チン 林卿, Qing Lin（中国）

［選外］

奨励賞：久壽米木知子 Tomoko Kusumegi（日本）

日本航空賞：弥冨恵子 Keiko Iyadomi（日本）

第9回（2009年）軽井沢大賀ホール（長野）

応募国数：28か国　応募人数：125名

第1位：イヴァン・ポディヨモフ Иван Михайлович Подъёмов, Ivan Podyomov（ロシア）

　同：ヴィオラ・ヴィルムゼン Viola Wilmsen（ドイツ）

第2位：フィリップ・トーンドゥル Philippe Tondre（フランス）

第3位：該当者なし

【入賞】

近藤那々子 Nanako Kondo（日本）〔奨励賞〕

アレクサンドル・メージュ Alexandre Mège（フランス）

髙島美紀 Miki Takashima（日本）

第10回（2012年）軽井沢大賀ホール（長野）

応募国数：27か国　応募人数：160名

この回に参加した審査員：ラリー・ コムズ（シカゴ交響楽団 クラリネット首席）

Jury other than above: Larry Combs, Chicago Symphony Orchestra - Principal

第1位［大賀賞］：オリヴィエ・スタンキエーヴィチ Olivier Stankiewicz（フランス／スウェーデン）

第2位：金子亜未 Ami Kaneko（日本）〔＋奨励賞および軽井沢町長賞（聴衆賞）〕

第3位：近藤那々子 Nanako Kondo（日本）

【入賞】

チョン・イェチャン Ye-Chang Jung（韓）

ミハイル・ジュラヴリョフ Михаил Журавлев, Mikhail Zhuravlev (Russia)

第11回（2015年）軽井沢大賀ホール（長野）

開催期間：2015年10月3日〜12日

応募国数：33か国　応募人数：197名

この回に参加した審査員：アラン・フォーゲル（ロサンジェルス室内管弦楽団 首席）

Jury other than above: Allan Vogel, Los Angeles Chamber Orchestra - Principal

第1位［大賀賞］：荒木奏美 Kanami Araki（日本）〔＋軽井沢町長賞（聴衆賞）〕

第2位：ユーリ・シュマール Juri Schmahl（ドイツ）

第3位：フィリベール・ペリーヌ  Philibert Perrine（フランス）〔＋委嘱作品最優秀演奏賞（細川俊夫賞）〕

【入賞】

ミハイル・ジュラヴリョフ Михаил Журавлев, Mikhail Zhuravlev (Russia)

副島理沙 Risa Soejima（日本）〔＋奨励賞〕

第12回（2018年）東京オペラシティ リサイタルホール＆紀尾井ホール（東京）

開催期間：2018年9月29日〜10月7日

応募国数：24か国　応募人数：169名

この回に参加した審査員：ドワイト・パリー（シンシナティ交響楽団 首席）

Jury other than above: Dwight Parry, Cincinnati Symphony Orchestra - Principal

第1位［大賀賞］：該当者なし

第2位：浅原由香 Yuka Asahara （日本）

第3位：アンドレイ・チョロキャン Андрей Чолокян, Andrey Cholokyan（ロシア）

第3位：アルマン・ジコルム Armand Djikoloum（フランス）〔＋聴衆賞 Audience Award〕

【入賞 Honorable Mention】

ジョエレ・ココ Gioele Coco (イタリア) 

裵紗蘭 ペ・サラン Saran Bae (韓国) 

ナタリア・アウリ Natalia Auli（スペイン）

【奨励賞 Encouragement Award】

高橋鐘汰 Shota Takahashi（日本）